# Halipeurus procellariae
Halipeurus procellariae är en insektsart som först beskrevs av J.C. Fabricius 1775.  Halipeurus procellariae ingår i släktet Halipeurus och familjen fjäderlöss. Inga underarter finns listade i Catalogue of Life.